# Hrubieszów LHS
Hrubieszów Towarowy – stacja towarowa w Hrubieszowie, w województwie lubelskim, w Polsce, na LHS.